# Velika Sočanica
Velika Sočanica (szerbül: Велика Сочаница), település Bosznia-Hercegovinában, a Szerb Köztársaság északi régiójában. 

## Fekvése
A település Bosznia-Hercegovina északi részén, Dobojtól légvonalban 21, közúton 30 km-re északnyugatra, községközpontjától légvonalban 10, közúton 14 km-re délre, a Krnjin-hegységben, a Foča-folyó forrásvidékén, 175-300 méteres magasságban található.

## Népessége
| Nemzetiségi csoport | Népesség 1991 | Népesség 2013 |
| ------------------- | ------------- | ------------- |
| Szerb               | 1465          | 999           |
| Bosnyák             | 1             | 0             |
| Horvát              | 10            | 8             |
| Jugoszláv           | 5             | 2             |
| Egyéb               | 8             | 4             |
| Összesen            | 1489          | 1013          |

## Története
A település már a 16. században is létezett, erre utalnak a temető déli részén található kora török kori síremlékek. A település 1878-ig tartozott az Oszmán Birodalomhoz, ekkor a berlini kongresszus határozata alapján az Osztrák-Magyar Monarchia része lett. 1879-ben az első osztrák-magyar népszámlálás során a Derventi járáshoz tartozó településnek 76 háztartása és 741 ortodox lakosa volt. 1910-ben a Derventi járáshoz tartozó településen 164 háztartást, 1153 ortodox és 3 muszlim lakost találtak. A monarchia szétesésével 1918-ban előbb a Szerb-Horvát-Szlovén Királyság, majd 1929-től a Jugoszláv Királyság része lett. 1921-ben a Derventi járáshoz tartozó településnek 1117 lakosa volt, közülük 1110 ortodox szerb, 6 római katolikus és 1 muszlim volt. Az 1929-es törvény értelmében, amikor Bosznia-Hercegovinát négy banovinára, Drinskára, Vrbaskára, Zetskára és Primorskára osztották, a település a Vrbaska banovina (Orbászi bánság) része lett, amelynek székhelye Banja Luka volt. 1939-ben a közigazgatás átszervezésével a Hrvatska banovina (Horvát Bánság) része lett.
A második világháborúban Jugoszlávia megszállása után a Független Horvát Állam (NDH) része lett. A második világháború után 1992-ig a település a szocialista Jugoszlávia keretében a Bosznia-Hercegovinai Népköztársaság része volt. A boszniai háborút lezáró daytoni békeszerződés rendelkezése alapján az ország területét felosztották a Bosznia-hercegovinai Föderáció és a boszniai Szerb Köztársaság között. A békeszerződés utáni területmegosztási megállapodás értelmében a település Derventa község részeként a Boszniai Szerb Köztársasághoz került. 

## Nevezetességei
- Az Úr Mennybemenetele tiszteletére szentelt ortodox plébániatemploma. A templom mérete 21x9,50 méter. Építése 1922-ben kezdődött és 1934-ben fejeződött be. A templomot Nektarije Krulj zvornik-tuzlai püspök szentelte fel 1936-ban. A templom alapítója Branko Šešlija, johovaci kereskedő volt, aki vásárolt egy kis harangot, amely ma is a harangtoronyban van. A második világháború alatt a templomot nem rombolták le és nem gyalázták meg. A boszniai háború alatt 1992 májusában és júniusában Velika Sočanica falut, valamint a templomot Cer-Mišinci és Majić Brdo-Dažnica felől tüzérséggel lőtték. A templomot közvetlenül nem érintette a támadás, csak a mellette lévő iskolát érte találat. A templom restaurálását és díszítését három alkalommal végezték el: 1952-1953, 1986-1990 és 1999-2000 között. Az ikonosztázt 1999 decemberében állították fel. Fenyő- és tölgyfából készítette a helybeli mester, Zdravko N. Radanović. Az ikonosztáz ikonjait Aleksandar Vasiljević festette Dobojból.[9]

- Svatovsko greblje – középkori temető maradványai. A lelőhely a mai temető területén található, két, sztélé alakú síremlékkel, melyek Észak-Bosznia kora török kori síremlékeire jellemzőek. Az egyiken több díszítés látható bevésve. A szélesebb részén egy görbe szablya, oldalt pedig egy szekerce és egy rövid kard vagy tőr. További húsz kisebb, durva kidolgozású sírkőtábla is található itt.[5]